# جولیان پالمر
جولیان پالمر (انگلیسی: Jolyon Palmer؛ زادهٔ ۲۰ ژانویهٔ ۱۹۹۱ در هورشم، ساسکس غربی) رانندهٔ سابق مسابقات اتومبیل‌رانی اهل بریتانیا است که از فصل ۲۰۱۶ تا ۲۰۱۷ در مجموع در ۳۷ گراند پری از مسابقات جهانی فرمول یک شرکت کرد.
او در طول دوران فعالیت خود در فرمول یک، ۹ امتیاز را به نام خود به‌ثبت رساند.